# Берти, Ричард
Ричард Берти (англ. Richard Bertie; 1517 — 9 апреля 1582) — второй супруг Кэтрин Уиллоуби, 12-й баронессы Уиллоуби де Эрзби, вдовствующей герцогини Саффолк.

## Биография
Ричард Берти был сыном Томаса Берти (ок. 1480 — до 5 июня 1555), коменданта замка-крепости Хёрст, и его жены Эйлин Сэй. Он родился в Саутгемптоне, в 1534 году поступил в колледж Корпус-Кристи Оксфордского университета и получил степень бакалавра в 1537 году. У него были изысканные манеры, он бегло говорил на французском, итальянском и латыни и слыл остроумным собеседником.
В юности Берти некоторое время служил у лорда-канцлера Томаса Ризли, а затем поступил на службу к герцогине Саффолк. Его должность носила название Gentleman Usher и в круг его обязанностей входили сопровождение герцогини, выполнение важных поручений и тому подобное. В письмах к Уильяму Сесилу Кэтрин Уиллоуби часто упоминала о Берти, как об одном из немногих, кому она могла полностью доверять. Как и герцогиня, Ричард Берти был сторонником новой религии. В начале 1553 года они обвенчались.
Летом 1553 года скончался король-протестант Эдуард VI, и на престол Англии вступила его сестра-католичка Мария I Тюдор, начавшая своё царствование с преследований протестантов. Многие из них спешно покидали королевство, не дожидаясь ареста. Не избежали этой участи и супруги Берти.
Зимой 1554 года от имени королевы Ричард Берти был вызван к лорду-канцлеру Стивену Гардинеру. Формальным поводом послужил давний долг в четыре тысячи фунтов, якобы не выплаченный Генриху VIII Чарльзом, герцогом Саффолком, первым супругом Кэтрин. Однако помимо этого, Гардинер сетовал на дерзкий нрав герцогини и её религиозные заблуждения и настойчиво призывал Берти убедить её вернуться к католической вере. Тот откровенно заявил, что это безнадёжно.
Чуть позже он от имени герцогини уведомил Гардинера о том, что намеревается погасить долг, но, чтобы собрать необходимую сумму, ему придётся уехать в Европу. Берти объяснил, что основной должник герцога Саффолка — император Карл V, и было бы разумно взыскать с него деньги до готовившейся свадьбы его сына Филиппа с королевой Марией, так как в противном случае император мог сослаться на то, что у него в данный момент нет свободных средств для выплаты долга. Добившись под этим предлогом разрешения на отъезд, Берти отбыл в июне 1554 года, рассчитывая позднее организовать тайный переезд жены и дочери, остававшихся на тот момент в Англии.
Вернувшемуся в Лондон в конце 1554 года Берти удалось вывезти семью и нескольких слуг в Кент, где они укрывались до 5 февраля 1555 года, а затем, сев на корабль в Грейвсенде, отплыли на континент и высадились на побережье Брабанта. Оставаться там было небезопасно, и они направились в Сантон, городок на границе герцогства Клевского. Оттуда Берти написал письмо Франсису де Риверсу, священнику, некогда пользовавшемуся покровительством герцогини Саффолк. Он рассказал ему об их бегстве из Англии и просил подыскать им жильё в Везеле. Из-за опасений быть замеченными шпионами Гардинера, им вскоре пришлось перебираться в Везель, не дожидаясь ответа от Риверса. По счастливой случайности они столкнулись с ним в одной из церквей Везеля и с его помощью обосновались на новом месте. В октябре 1555 года у четы Берти родился второй ребёнок, сын Перегрин.
Зимой 1555-56 гг. Джон Мэйсон, английский посол в Нидерландах, сообщил Ричарду Берти, что одному из советников королевы Марии Тюдор, Уильяму Пэйджету, находившемуся в то время в Европе, поручено задержать супругов Берти по обвинению в ереси, из-за чего те снова были вынуждены пуститься в бега, на сей раз в город Вайнхайм в Курпфальце, правитель которого Оттхайнрих, протестант, согласился взять их под свою защиту.
Несмотря на строжайшую экономию, Берти довольно быстро исчерпали свои финансовые средства, и, чтобы добыть немного денег на самое необходимое, Кэтрин продала свои драгоценности. Ситуация становилась отчаянной, но скоро Берти получили послание от польского короля Сигизмунда Августа, который был проинформирован Яном Ласким об их бедственном положении. Король предложил поддержку, гостеприимство и кров в своих владениях и гарантировал свободу вероисповедания. В апреле 1557 года они выехали в Польшу. В дороге, неподалёку от Франкфурта, на них было совершено нападение, и Берти по ошибке был обвинён в убийстве одного из атаковавших их солдат-наёмников, бывшего жителем соседнего городка. Лишь при вмешательстве правителя Эрбаха ему удалось доказать свою невиновность и избежать заключения в тюрьму.
По прибытии в Польшу семейству Берти был оказан великодушный приём у короля Сигизмунда, который предоставил в их пользование замок в Жемайтии, где среди населения преобладало кальвинистское вероисповедание, и наделил Ричарда Берти полномочиями управлять этой областью от его имени. Они оставались в Жемайтии около двух лет. Узнав о смерти королевы Марии, Берти беспрепятственно вернулись в Англию к лету 1559 года, поселившись в Гримсторпе, поместье семьи Уиллоуби в Линкольншире.
Несмотря на то, что Берти не имел склонности заниматься политикой, Сесилу удалось привлечь его к государственной службе. В 1563 году Ричард Берти был избран членом Парламента от графства Линкольншир и заседал в Палате общин в течение четырёх лет. Он также вошёл в состав комиссии, рассматривавшей ситуацию с престолонаследием, и был среди тех, кто оказывал давление на Елизавету Тюдор относительно вопроса о её замужестве, что отражалось весьма негативно на его отношениях с королевой. Кроме того, истовая религиозность Кэтрин Уиллоуби также не способствовала проявлению симпатии королевы к супругам Берти.
В 1570 году Кэтрин, при поддержке Уильяма Сесила, начала хлопотать о присвоении Ричарду Берти титула лорда Уиллоуби (сама она обладала титулом баронессы Уиллоуби де Эрзби по собственному праву). Её деятельность, тем не менее, не возымела успеха: при рассмотрении этого прошения в Палате Лордов многие представители древних дворянских родов выразили протест, и ходатайство было отклонено.
Ричард Берти скончался 9 апреля 1582 года и был похоронен в Спилсби, графство Линкольншир, рядом со своей супругой Кэтрин Уиллоуби, умершей в сентябре 1580 года.